# Tom of Finland
Touko Valio Laaksonen, nom real de Tom de Finlàndia (Kaarina, Finlàndia, 8 de maig de 1920 – Hèlsinki, Finlàndia, 7 de novembre de 1991), va ser un artista finlandès i un dels més populars dibuixants de les arts gràfiques homoeròtiques del segle xx.

## Breu biografia
Touko Laaksonen és potser l'artista gràfic que ha tingut, i té, més influència en la comunitat i la cultura gai de la segona meitat del segle xx. Es traslladà als 19 anys des de Kaarina, la seva ciutat natal, a Hèlsinki per assistir a l'escola d'art. Va ser allí on va començar a realitzar els seus primers dibuixos homoeròtics inspirats en els baronívols treballadors finlandesos que des de nen l'atreien. Amb l'ingrés de Finlàndia en la Guerra d'Hivern contra la URSS i l'adveniment de la II Guerra Mundial, Touko va ser cridat a files, la qual cosa li permeté tenir un contacte directe amb el rude món militar. Després de la guerra, treballà en la indústria publicitària i realitzà per compte propi els seus dibuixos.
En 1957, va enviar alguns dels seus dibuixos a la revista nord-americana Physique Pictorial sota el pseudònim de "Tom de Finlàndia" per evitar problemes de discriminació al seu país d'origen. Va triar el nom de "Tom" per la semblança amb el seu nom, "Touko". Physique Pictorial mostrava, a més de les fotografies de models, dibuixos i pintures de, entre d'altres, George Quaintance i Etienne (Dom Orejudas), als qui Tom de Finlàndia va reconèixer com a precursors. El treball de Touko va cridar l'atenció de la comunitat gai i, abans de 1973, ja tenia àlbums de tires còmiques eròtiques que publicaven la seva obra. Tom guanyà aviat una gran popularitat amb els seus treballs, que es van centrar en les icones eròtiques preferides de la comunitat gai, com ara llenyataires, mariners, motoristes, policies, soldats, vaquers i els anomenats "lederons", homes vestits de cuir, de leather en anglès.

## La seva obra
Els seus dibuixos són majoritàriament  treballs a tinta en blanc i negre on representa homes bells i musculats en escenes homoeròtiques. Els seus personatges van sovint abillats amb texans, vestits de cuir o diferents classes d'uniformes, amb un aspecte i estil fàcilment identificables. La seva sèrie còmica més famosa és "Kake", que inclou aquests tipus en abundància. Les exposicions de l'obra de Touko van començar cap els anys 1970; el 1973, va deixar tota la seva obra a la companyia publicitària internacional McCann-Erickson de Hèlsinki.
"He viscut des d'aleshores en pantalons texans i en els meus dibuixos"; així és com va descriure ell la seva vida. El 1979, Touko fundà la Fundació Tom de Finlàndia (“Tom of Finland Company”) per a recopilar i distribuir la seva obra. La Fundació encara existeix, sense ànim de lucre,  amb la finalitat de recopilar, preservar i exhibir la il·lustració més cèlebre de l'artista homoeròtic. Durant l'última dècada del segle xx, la Fundació va introduir una línia de roba basada en els treballs de "Tom". Abans de la seva mort, "Tom" va participar en el documental Daddy and the Muscle Academy - The Art, Life, and Times of Tom of Finland.

## Una vida de controvèrsies
La controvèrsia davant les seves temàtiques i el reconeixement artístic van acompanyar a Tom durant tota la seva vida així com després de la seva mort. Tom va ser amic del fotògraf Robert Mapplethorpe l'obra del qual representa el fetitxisme i el sado-masoquisme, una obra que va ser igual de controvertida.
Els dibuixos que van generar les més aferrissades crítiques van ser aquells d'escenes eròtiques d'homes vestits amb uniformes nazis. Davant aquesta situació, l'artista va ometre aquests dibuixos de la seva antologia general amb la finalitat de distanciar-se de qualsevol tipus d'associació ideològica de tall polític i feixista.
De la mateixa manera, Tom es va cuidar de no ser associat amb idees racistes, per la qual cosa va dedicar gran part de la seva obra a la figura masculina de l'home negre, encara que també alguns el van acusar de representar l'estereotip del negre hipersexual. Però la veritat és que els seus personatges blancs estaven representats amb aspecte similar i en les mateixes actituds, i a més va plasmar diverses escenes de sexe interètnic que eren delicades en l'època.

## Valor artístic
Els crítics tenen punts de vista dispars respecte a l'obra de Laaksonen. La seva tècnica de dibuix detallada ha fet que el descriguin com un mestre amb el llapis. En contrast, el crític del periòdic holandès Het Parooll descriu el seu treball com mancat d'expressivitat.
Hi ha una considerable discussió sobre si la seva representació de 'súper homes' (homes amb enormes òrgans sexuals i grans músculs) és superficial i morbosa, o bé té una complexitat més profunda i subverteix els estereotips en la seva obra. Per exemple, alguns crítics han apuntat mostres de tendresa entre els tradicionals personatges durs i masculins, o somriures juganers en les escenes sado-masoquistes.
Cal tenir en compte que la proposta homoerótica de l'artista finlandès s'enquadra en una època específica a mig camí del reconeixement dels drets dels gais, estant aquestes comunitats marginades en les societats europees. Definitivament es tracta de la perspectiva d'una persona que sense poder expressar lliurement els seus sentiments sublima, a través de l'art, els seus somnis eròtics. L'ús del pseudònim per evitar ser assenyalat al seu país quan Laaksonen envia la seva obra als Estats Units confirma aquesta visió.
A part del significat eròtic de la seva obra, els dibuixos de Tom de Finlàndia són un acurat estudi de la forma humana masculina: volum i forma tant en els personatges com en el seu entorn donen un toc de realisme, emprant diversos plànols i punts de fugida. El maneig d'ombres i línies que ressalten els elements centrals del tema fan que les obres tinguin un important valor artístic.

## Impacte cultural i llegat

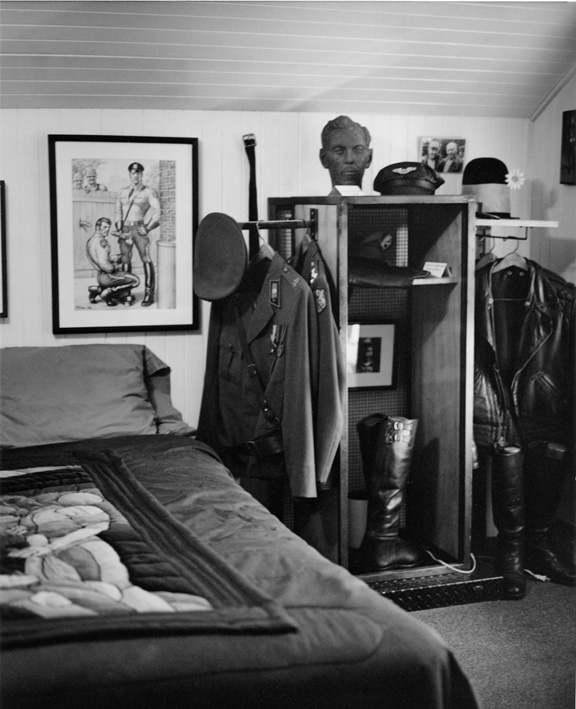
Habitació commemorativa de Tom de Finlàndia amb els seus objectes personals en la casa museu de la seva fundació a Los Angeles 2002.

Es pot dir que l'obra Laaksonen va reviure i va popularitzar l'estètica de la subcultura leather que va sorgir després de la segona guerra mundial aconseguint el zenit a finals dels 70 i primers 80. L'aparença, l'estil i el comportament adoptat per un gran nombre d'homes gais durant aquest període està directament influenciat pel seu treball (un clar exemple és Glenn Hughes de Village People). Encara que la prevalença d'aquesta estètica ha declinat des de meitat dels 80 l'obra de Tom de Finlàndia continua sent usada freqüentment en publicacions gai, bars, clubs i comunitats d'Internet. La combinació de la gorra i jaqueta de cuir i el bigoti s'ha convertit en la cultura popular d'occident en un estereotip de l'home gai (veure per exemple la pel·lícula Boja acadèmia de policia).
Al final dels 70 la dissenyadora de roba Vivienne Westwood es va apropiar de l'art de Laaksonen per usar-lo en les seves samarretes que van ser un tret distintiu de SEX, la famosa botiga de King's Road a Londres. Aquestes samarretes eren lluïdes comunament per Sid Vicious de Sex Pistols convertint-se també la seva estètica en una icona de la història del punk.
En els últims 80 l'artista G.B. Jones va començar una sèrie de dibuixos anomenats "les noies de Tom" que s'inspirava tant en els dibuixos de Tom com en la seva explotació per part de Westwood. Aquests dibuixos estaven fets amb l'estil de Tom de Finlàndia però presentaven a noies punkys o dones d'altres subcultures. A diferència dels treballs de Tom, en l'obra de Jones les figures d'autoritat estan per ser soscavades, no obeïdes. Tots dos artistes van ser exhibits junts a Nova York a començament dels 90.
En 1999 va haver-hi una exposició monogràfica sobre l'artista a l'Institut Culturel Finlandais, el centre cultural finlandès de París.
El Museu d'Art Modern de Nova York posseeix moltes obres de Laaksonen en la seva col·lecció permanent.
El servei de correu postal finlandès (Posti.fi Arxivat 2014-04-15 a Wayback Machine.) va posar en circulació segells per ser usats entre setembre i octubre de 2014 en homenatge a aquest artista.